# Marakuja
Mučenka jedlá čili marakuja (Passiflora edulis) je popínavý teplomilný druh mučenky, která se jako ovoce pěstuje v severozápadní části Jižní Ameriky, v Indii, na Novém Zélandu, v Karibiku, Brazílii, v jižní Floridě, na Havaji, v Austrálii, ve východní Africe,ve středním Vychodě, v Palestině,  v Izraeli a v Jihoafrické republice. Plod je kulatá až oválná bobule, ve zralém stavu podle odrůdy žlutá či tmavě fialová. Vnitřek plodu je šťavnatý a obsahuje mnoho semínek. Marakuja se pěstuje k výrobě džusu, často bývá míchána s džusy z jiných druhů ovoce pro zdůraznění chutě, ale může se také jíst čerstvá. Naše tělo obvykle příliš dobře neabsorbuje železo z rostlin. Železo v mučence však přichází s velkým množstvím vitaminu C, o kterém je známo, že zvyšuje vstřebávání železa.
Existují dva navenek barevně rozdílné druhy tohoto ovoce. Jasně žlutá odrůda marakuje (také známá jako zlatá marakuja) může narůst až do velikosti grapefruitu. Na povrchu je toto ovoce hladké až lesklé a má jemnou slupku. V Austrálii se tato odrůda používá jako podnož pro pěstování fialové odrůdy marakuje. Tmavě fialová odrůda se vyskytuje například v Keni, je menší než citron a její slupka je suchá a svraštěná.
Fialová odrůda je mírně jedovatá kvůli stopovému množství kyanogenního glykosidu ve slupce. Tato tvrdá a tuhá slupka je ovšem jen stěží jedlá, a pokud se uvaří (například při výrobě džemu), molekuly glykosidu se tepelnou úpravou zničí.

## Název
| Argentina, Paraguay, Uruguay                                | mburucuyá                                              |
| Brazílie, Portugalsko                                       | maracujá                                               |
| Kolumbie                                                    | maracuyá (žlutá odrůda), gulupa (fialová odrůda)       |
| Bolívie, Kostarika, Panama, Ekvádor, Mexiko, Honduras, Peru | maracuyá                                               |
| Dominikánská republika                                      | chinola                                                |
| Havaj                                                       | lilikoi                                                |
| Indonésie                                                   | markisa                                                |
| Jamajka                                                     | sweet cup (sladký šálek)                               |
| Nikaragua                                                   | calala                                                 |
| Portoriko                                                   | parcha                                                 |
| Jihoafrická republika                                       | granadilla (fialová odrůda), guavadilla (žlutá odrůda) |
| Venezuela                                                   | parchita                                               |
| Nizozemí                                                    | passievrucht                                           |
| anglofonní země                                             | passion fruit (pašijové ovoce)                         |

Listy a kořeny rostliny se používají k lékařským účelům. V Nikaragui se z něj dělá sladký džus tak, že se ovoce přepůlí a uvaří ve vodě

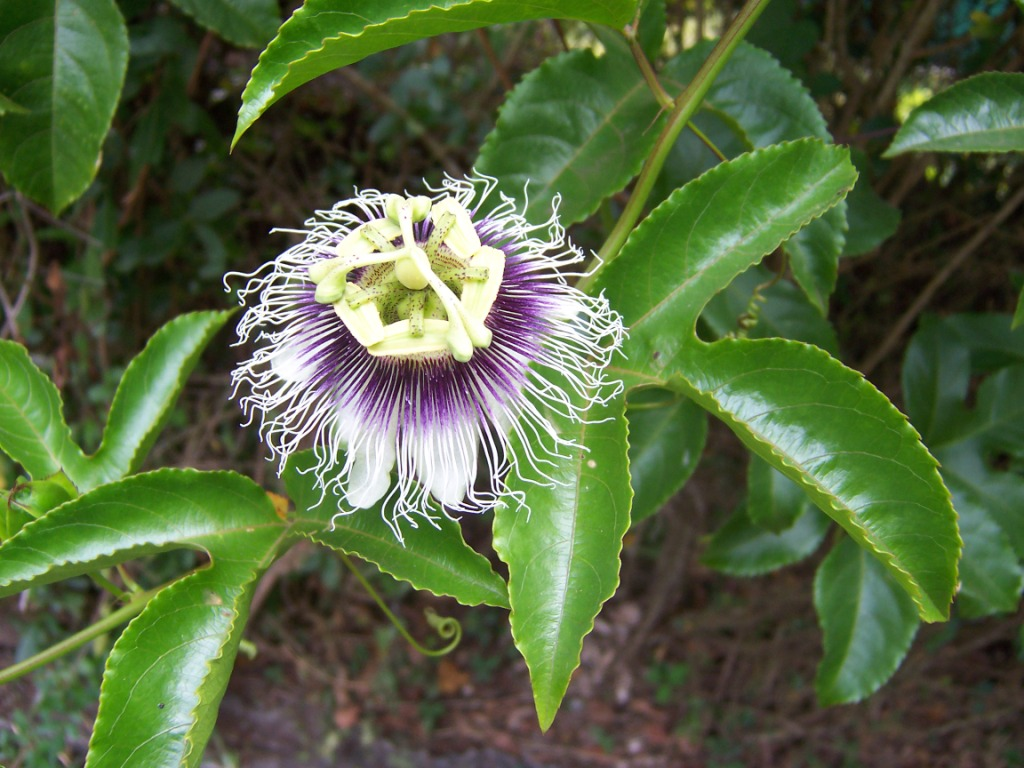
Květ a listy marakuje

## Použití
V Austrálii je marakuja k dostání jak čerstvá, tak konzervovaná. Kromě toho, že se toto ovoce přidává do ovocných salátů, se také používá k přípravě dezertů – například jako poleva na dorty, vanilkové řezy apod. Dále se také používá k ochucení nealkoholických nápojů (Passiona) a k výrobě čerstvých osvěžujících ovocných nápojů.
V Portoriku se všeobecně věří, že snižuje krevní tlak.
V Brazílii je pěna z marakuje běžným zákuskem a jejími semínky se obvykle zdobí určité druhy dortů. Velmi běžný je také marakujový džus.
V Indonésii se marakuja jí čerstvá. Je ovšem také běžné ji přepasírovat kvůli džusu a uvařit s cukrem, aby se vytvořil hustý sirup. Dále se smíchá s vodou a ledem a může se podávat.
V Izraeli je marakuja velmi oblíbená v ledové tříšti.
Na Havaji se marakuja jí také čerstvá. Oblíbené jsou také ledová tříšť, zmrzlina či mnoho jiných dezertů s příchutí lilikoi (neboli marakuje). Marakuja ale běžně k dostání v obchodech není, proto ji lidé pěstují na zahrádkách nebo používají plody volně rostoucích rostlin.
Marakuja samotná nebo jako příchuť různých sirupů je nezbytná k přípravě některých koktejlů, například koktejlu jménem hurikán (rum, limetková šťáva a marakujový sirup).

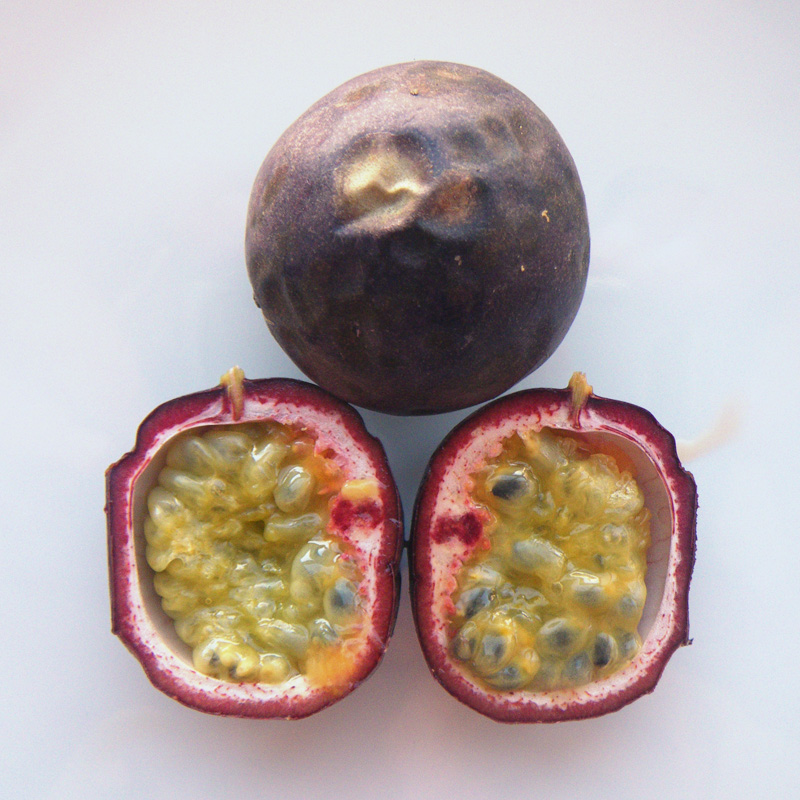
Fialová odrůda marakuje, které se v Kolumbii říká „gulupa“, aby se odlišila od žluté maracuyá
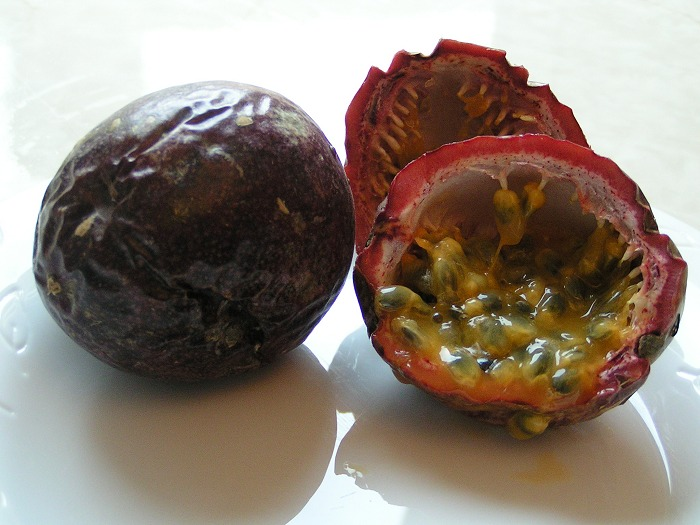
Zralá marakuja, fialová odrůda
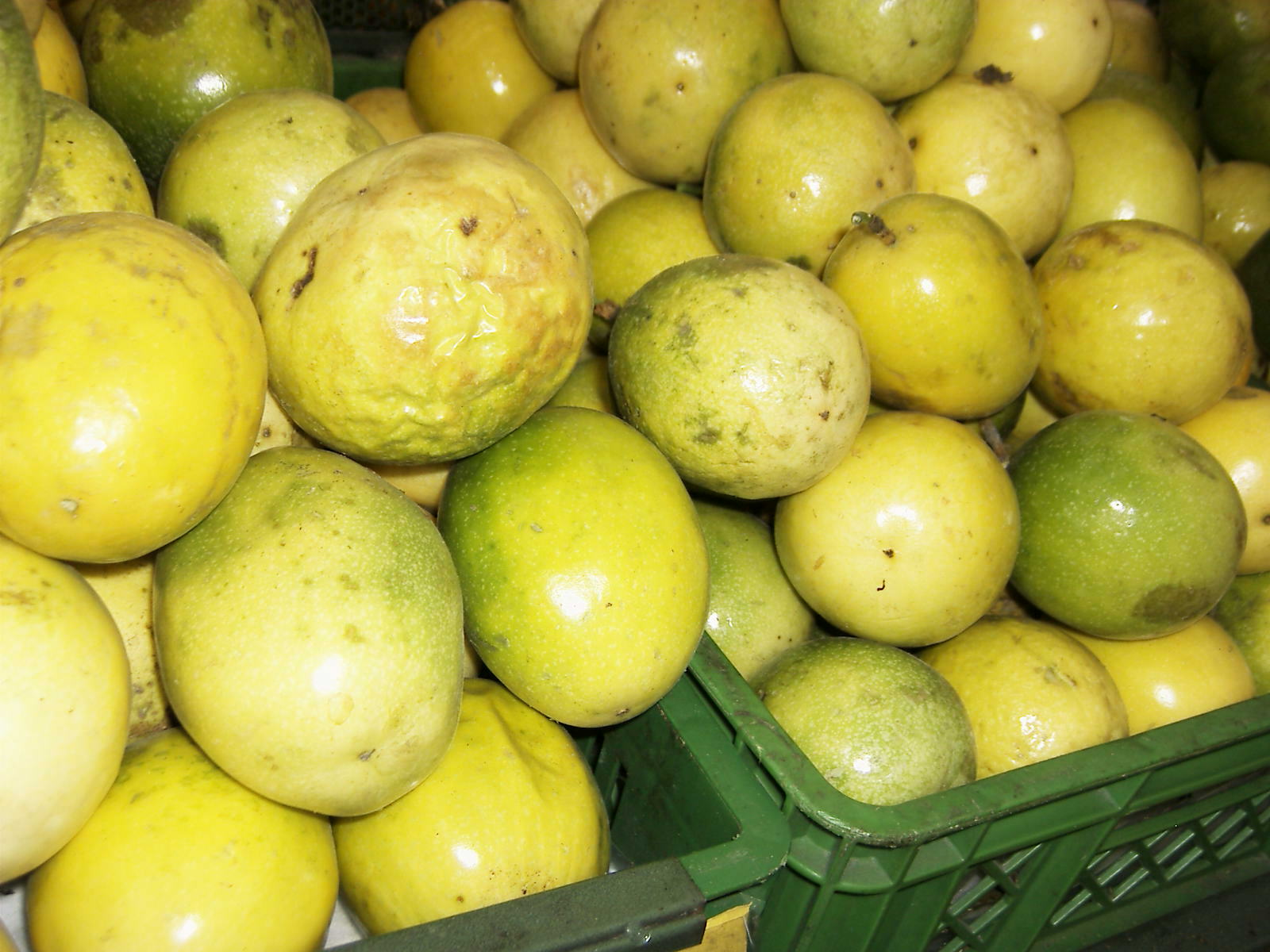
Žluté plody marakuje na prodej
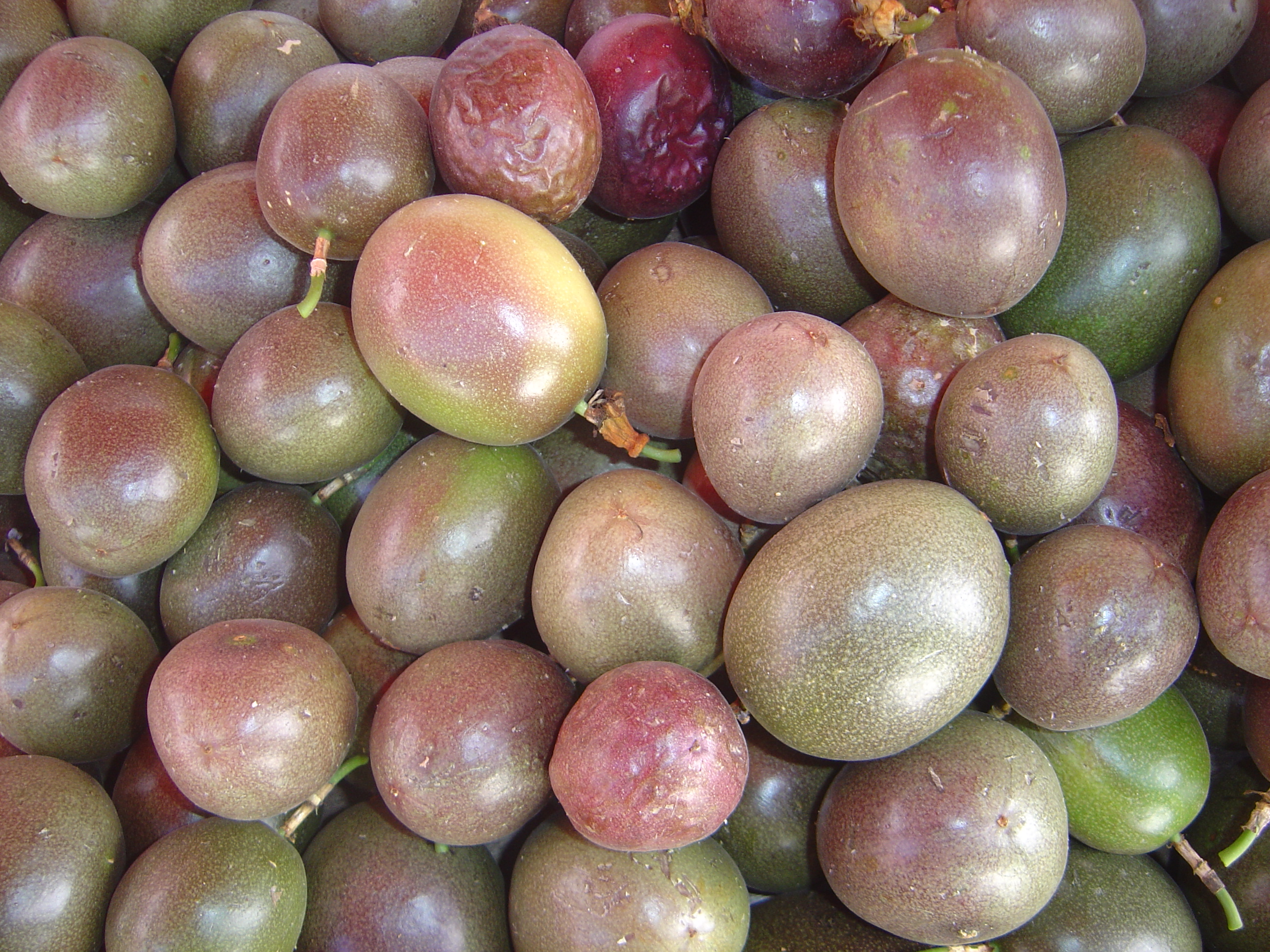
Marakuja na prodej
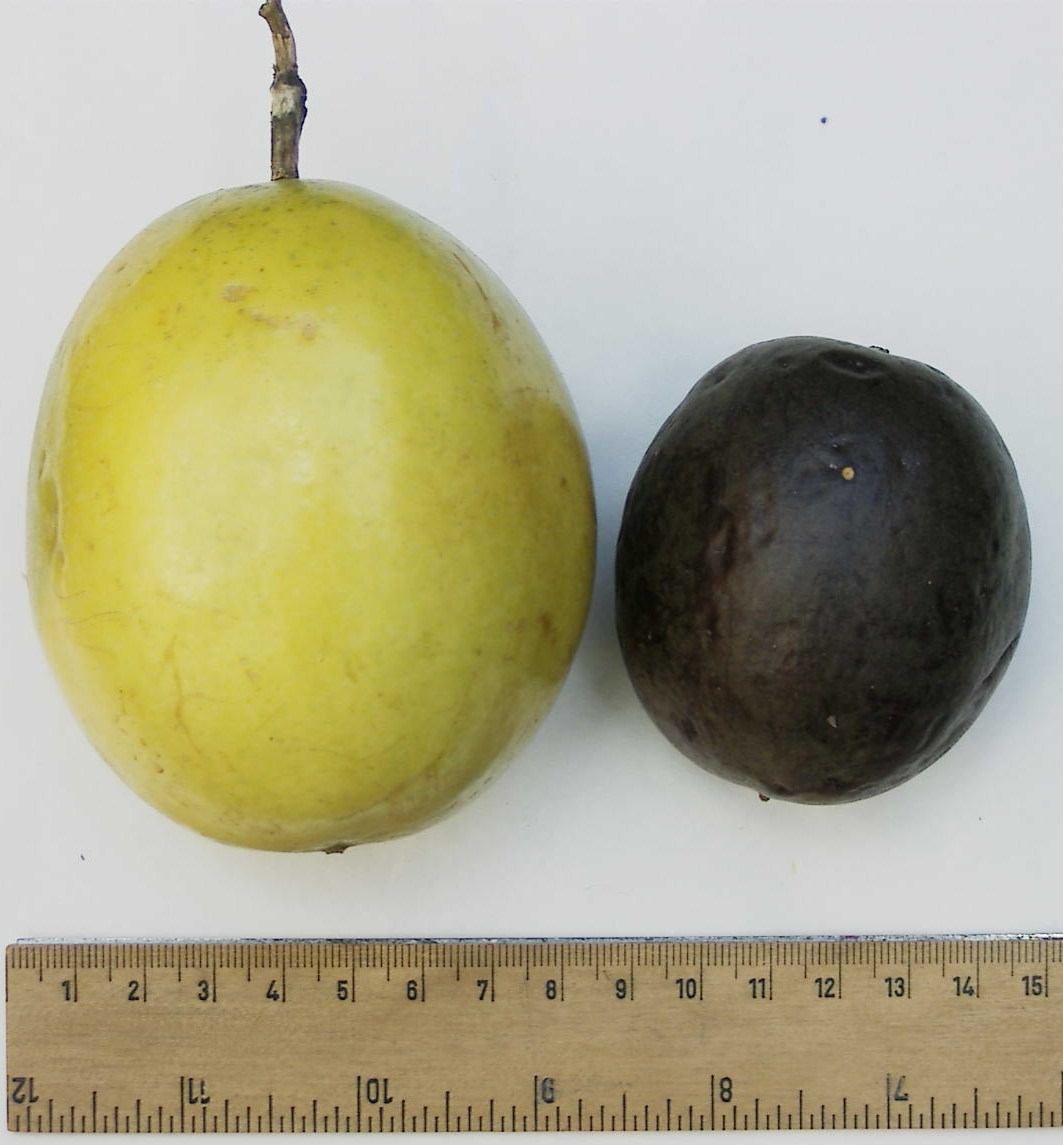
Žlutá a fialová odrůda vedle sebe
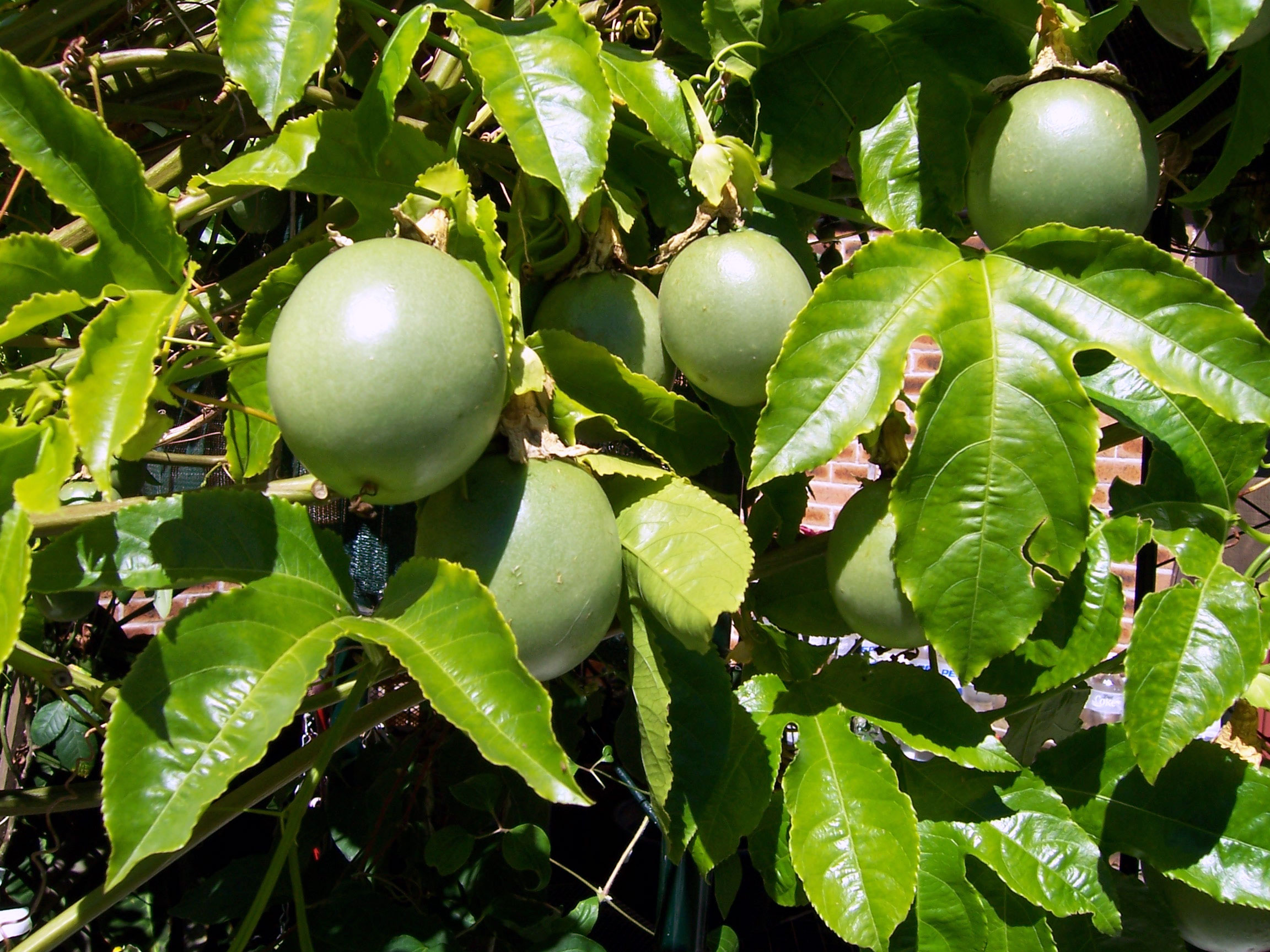
Ještě neočesaná marakuja